# سه‌چرخه

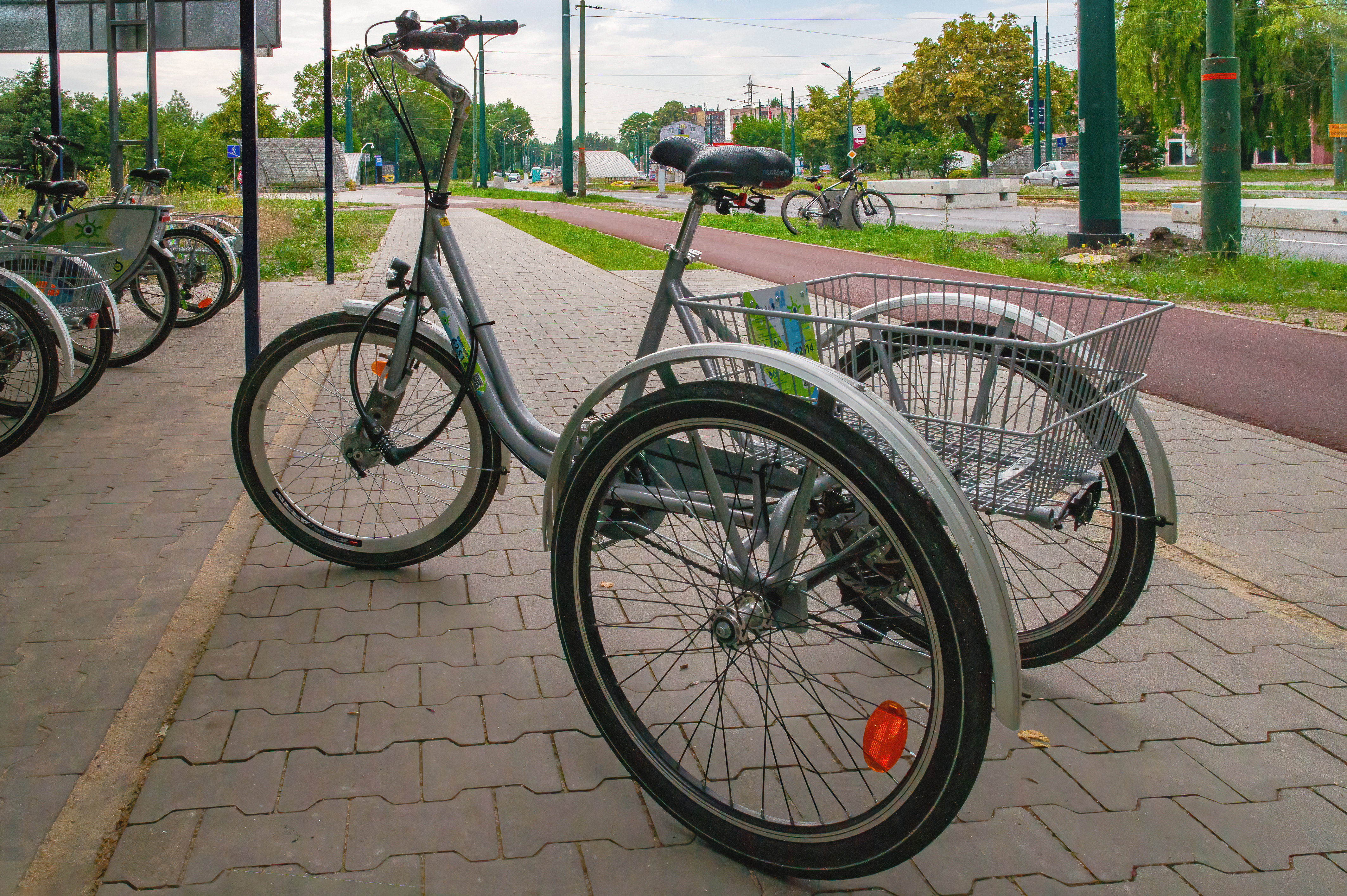
سه‌چرخهٔ مدرن از سامانهٔ دوچرخه‌های اشتراکی شهری.

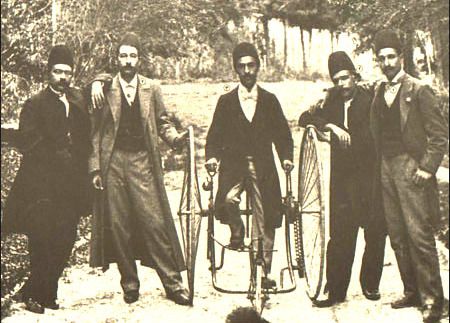
تصویری قدیمی از سه‌چرخه‌ای در ایران، که وسیلهٔ تفریح اعیان و اشراف بوده‌است.

سه‌چرخه گونه‌ای وسیلهٔ ترابری است که دارای سه چرخ می‌باشد.

## پیشینه
استفاده از سه‌چرخه از سده نوزدهم رواج یافت و نخستین کاربرد آن در ۱۸۲۸ به‌عنوان یک گاری سه‌چرخه با اسب ثبت شده‌است.

## گونه‌ها

### سه‌چرخه‌های رکابی
سه‌چرخه‌های رکابی سه‌چرخه‌هایی هستند که با رکاب زدن و نیروی انسانی یا برقی(با سامانه‌ای شبیه به دوچرخه) به حرکت درمی‌آیند. سه‌چرخه‌ها برای کارهای گوناگونی ساخته شده‌اند برای نمونه برای ترابری انسان، ترابری بار، برای گردشگران و تفریح و برخی نیز برای انجام مسابقات به‌کار می‌روند.
نمونه‌هایی از سه‌چرخه‌های رکابی:
- خودروی رکابی (velomobile یا bicycle car)
- سه‌چرخهٔ باری (Freight trikes)
- ریکشای رکابی (Trike rickshaws)

### سه‌چرخه‌های موتوری
همانند موتور سیکلت‌ها برخی از سه‌چرخه‌ها نیز موتوری هستند.
نمونه‌هایی از سه‌چرخه‌های موتوری:
- اتوریکشا (Auto rickshaws)

### سه‌چرخه‌های محیط زیستی
سه‌چرخه‌های محیط زیستی، سه‌چرخه‌هایی هستند که هیچ سروصدا یا منواکسیدکربنی فراوری نمی‌کنند و محیط‌زیست را آلوده نمی‌کنند.
نمونه‌هایی از سه‌چرخه‌های محیط زیستی:
- سه‌چرخهٔ بایان (Trikebayan)